# Менард, Генри Уильям
Ге́нри Уи́льям Ме́нард (англ. Henry William Menard; 10 декабря 1920, Фресно, Калифорния — 9 февраля 1986, Ла-Холья, Калифорния) — американский геолог и океанолог, член Национальной академии наук США (1968).

## Биография
Получил степень бакалавра и магистра в Калифорнийском технологическом институте в 1942 и 1947 годах, служил в южной части Тихого океана во время Второй мировой войны расшифровщиком фотографий. В 1949 году он защитил Ph.D по морской геологии в Гарвардском университете. Менард, пожалуй, наиболее известен своим продвижением теории тектоники плит до того, как она получила широкое признание в научном сообществе. Менард сыграл много ролей за свою карьеру морского геолога: полевой работник, теоретик, просветитель, популяризатор, предприниматель и государственный деятель.
Исторические и социологические труды Менарда пользуются уважением историков науки. Он начал свою профессиональную карьеру в 1949 году в Отделе изучения морского дна Лаборатории электроники военно-морского флота Сан-Диего, затем в 1955 году присоединился к Океанографическому институту Скриппса (SIO) в качестве адъюнкт-профессора геологии. Полевые работы Менарда были обширными, включая 1000 погружений с аквалангом и 20 океанографических экспедиций с 1949 по 1978 год, когда он стал директором Геологической службы США (United States Geological Survey — USGS). Его исследования были сосредоточены на морфологии дна океана. В 1950-х годах Менард вместе с несколькими коллегами начал заниматься подводным плаванием, в том числе консультировал AT&T по прокладке кабеля.
Он стал профессором Калифорнийского университета в Сан-Диего в 1961 году. Два года провёл в Черчилль-колледже (1962 и 1970-71). Проработав год в Вашингтоне, округ Колумбия, в качестве технического советника в Управлении науки и технологий (1965-66), Менард занимал должность директора Института морских ресурсов Калифорнийского университета.

## Работа в Геологической службе США
В апреле 1978 г. Генри Уильям Менард стал десятым директором Геологической службы США. Менард был морским геологом в Военно-морской лаборатории электроники в Сан-Диего в течение нескольких лет, а затем стал членом факультета Океанографического института Скриппса. В 1965-66 годах он был связан с Управлением науки и технологий Белого дома. Член Национальной академии наук, Менард был признанным мировым авторитетом в области морской геологии и океанографии .и обнаружил примечательные топографические и структурные особенности морского дна, которые заложили большую часть фундамента тектонической революции в геологии.
После своего возвращения в Океанографический институт Скриппса в 1981 году продолжал преподавать, писать и проводить исследования. Умер от рака 9 февраля 1986 г. Биографические мемуары были опубликованы Национальной академией наук в 1994 г.

## Награды и звания
- 1962 — Стипендия Гуггенхайма[8]
- 1968 — избран в Национальную академию наук США[2].
- 1985 — Премия Уильяма Боуи от Американского геофизического союза.

## Публикации
- «Морская геология Тихого океана», 1964 г.
- «Анатомия экспедиции», 1969 г.
- «Наука: рост и изменения», ISBN 0-674-79280-7 1971 г.
- «Геология, ресурсы и общество», ISBN 0-7167-0260-6 1974 г.
- «Наука об океане», ISBN 0-7167-0013-1 1978 г.
- «Острова», ISBN 0-7167-5017-1 1986 г.
- «Океан истины: личная история глобальной тектоники», ISBN 0-691-08414-9 1986 г.